# Neomochtherus auratus
Neomochtherus auratus är en tvåvingeart som beskrevs av Emile Janssens 1968. Neomochtherus auratus ingår i släktet Neomochtherus och familjen rovflugor. Inga underarter finns listade i Catalogue of Life.